# ベートマン・ホルヴェーク内閣
ベートマン・ホルヴェーク内閣（ベートマン・ホルヴェークないかく、ドイツ語: Kabinett Bethmann Hollweg）は、ドイツ帝国の第5代内閣。1909年7月14日から1917年7月13日まで存続した。第一次世界大戦開戦時の内閣である。

## 閣僚
| 役職                                  | 画像 | 大臣                                         | 任期                                                                           |
| ------------------------------------- | ---- | -------------------------------------------- | ------------------------------------------------------------------------------ |
| 帝国宰相 （プロイセン王国宰相兼外相） |      | テオバルト・フォン・ベートマン・ホルヴェーク | 1909年7月14日 - 1917年7月13日 （プロイセン宰相:1909年7月14日 - 1917年7月13日） |
| 副宰相兼帝国内務大臣                  |      | クレメンス・フォン・デルブリュック           | 1897年7月1日 - 1916年5月22日                                                   |
| 副宰相兼帝国内務大臣                  |      | カール・ヘルッフェリヒ                       | 1916年5月22日 - 1917年11月9日                                                  |
| 帝国外務大臣                          |      | ヴィルヘルム・フォン・シェーン男爵           | 1907年10月26日 - 1910年6月27日                                                 |
| 帝国外務大臣                          |      | アルフレート・フォン・キダーレン＝ヴェヒター | 1910年6月27日 - 1912年12月30日                                                 |
| 帝国外務大臣                          |      | ゴットリープ・フォン・イェーゴウ             | 1913年1月11日 - 1910年11月22日                                                 |
| 帝国外務大臣                          |      | アルトゥール・ツィンメルマン                 | 1916年11月22日 - 1917年8月6日                                                  |
| 帝国司法庁長官                        |      | アルノルト・ニーベルディング                 | 1893年7月11日 - 1909年10月25日                                                 |
| 帝国司法庁長官                        |      | ヘルマン・リスコ                             | 1909年10月25日 - 1917年8月5日                                                  |
| 帝国海軍大臣                          |      | アルフレート・フォン・ティルピッツ           | 1897年6月18日 - 1916年3月15日                                                  |
| 帝国海軍大臣                          |      | エドゥアルト・フォン・カペレ                 | 1916年3月15日 - 1918年9月                                                      |
| 帝国食糧大臣（1916年5月22日設置）     |      | Adolf Tortilowicz von Batocki-Friebe         | 1916年5月22日 - 1917年8月6日                                                   |
| 帝国郵政大臣                          |      | ラインホルト・クレトケ                       | 1901年5月4日 - 1917年8月5日                                                    |
| 帝国財務大臣                          |      | アドルフ・ヴェルムート                       | 1897年7月2日 - 1912年3月16日                                                   |
| 帝国財務大臣                          |      | ヘルマン・クーン                             | 1912年3月16日 - 1915年1月31日                                                  |
| 帝国財務大臣                          |      | カール・ヘルッフェリヒ                       | 1915年1月31日 - 1916年5月22日                                                  |
| 帝国財務大臣                          |      | ジークフリート・フォン・レーダーン伯爵       | 1916年 - 1918年                                                                |
| 帝国植民地大臣                        |      | ベルンハルト・デルンブルク                   | 1907年5月17日 - 1910年6月9日                                                   |
| 帝国植民地大臣                        |      | フリードリヒ・フォン・リンデクイスト         | 1910年6月10日 - 1911年11月3日                                                  |
| 帝国植民地大臣                        |      | ヴィルヘルム・ゾルフ                         | 1911年12月20日 - 1918年12月13日                                                |